# Thomas Pynchon
Thomas Ruggles Pynchon, Jr., född 8 maj 1937 i Glen Cove på Long Island i New York, är en amerikansk författare med bas i New York. 
Thomas Pynchon anses vara en av de främsta postmodernistiska författarna i amerikansk litteratur. Han har uppmärksammats för sina djupa och komplexa litterära verk där invecklade intriger, vetenskapliga resonemang, populärkulturella referenser och en förkärlek för konspirationsteorier är framträdande inslag.

## Biografi
Thomas Pynchon föddes i Glen Cove som son till Thomas Ruggles Pynchon d.ä. och Katherine Frances Bennett Pynchon. Hans tidigaste amerikanske förfader William Pynchon emigrerade på 1600-talet från England till Massachusetts Bay-kolonin och är grundare av staden Springfield.
Familjen, han har en bror och en syster, tillhörde den övre medelklassen, och Pynchon växte upp i bland annat East Norwich och Oyster Bay. Han tog examen från high school 1953 med stipendium för utmärkta studieinsatser, studerade engelska och teknisk fysik vid Cornell University, tog värvning i flottan, återkom till Cornell och tog en Bachelor of Arts i engelska. Vid universitetet deltog han bland annat i en kurs i litterär gestaltning ledd av Vladimir Nabokov. Efter examen 1959 arbetade han som teknisk skribent för Boeing Aircraft i Seattle. Annars är inte mycket känt om Pynchons liv. Han är känd för att undvika personlig publicitet och få fotografier på honom har publicerats. Det nyaste fotot är ett porträtt från tiden i flottan, när han var 19 år. Det har spekulerats att han skulle vara J.D. Salinger, men detta har motbevisats. Han har varit bosatt i Manhattan Beach och Aptos, Kalifornien och tidvis vistats i Mexiko. Sedan 1990-talet är han bosatt i New York. Han är gift med sin litterära agent Melanie Jackson och de har en son tillsammans.
Pynchon har mottagit National Book Award och nämns ofta som en kandidat till Nobelpriset i litteratur. Hans verk omfattar olika litterära genrer och så olika ämnen som historia, vetenskap och matematik.

## Författarskap
Pynchon debuterade som författare 1959 med novellen The Small Rain. Han började skriva noveller redan under universitetstiden. Fem av dessa tidiga berättelser finns publicerade i Steg för steg (Slow Learner, 1984).
Romandebuten skedde med V. (1963), en ironiskt postmodernistisk pikareskroman vilken gjorde att Pynchon jämfördes med andra av 1960-talets svarta humorister, som Kurt Vonnegut.
I Buden på nummer 49 (The Crying of Lot 49, 1966) målar Pynchon upp en mardrömslik värld där människan förtvivlat söker efter livets mening. I centrum för handlingen står den unga hemmafrun Oedipa Maas som efter att ha utsetts till testamentsexekutor för sin döde älskare dras in i en härva av märkliga och bisarra händelser. 
I den mycket omfångsrika  Gravitationens regnbåge (Gravity's Rainbow, 1973) använder Pynchon thrillern som form för en burlesk satir över det moderna, teknikfixerade samhället. Handlingen utspelar sig under slutskedet av andra världskriget och präglas av tvära stilkast. Den handlar om underrättelseofficeren Tyrone Slothrop som kommer en omfattande konspiration på spåren, men där utredningsarbetet blir oändligt komplicerat. 
Efter Gravitationens regnbåge var Pynchon tyst som författare i sjutton år. Först 1990 återkom han med Vineland som utspelar sig bland hippies i norra Kalifornien. I likhet med Pynchons tidigare verk är paranoia och sammansvärjningar framträdande inslag i denna roman.
Mason & Dixon (1997) är ännu en mycket omfångsrik roman som utspelar sig under åren 1763–1767. Den skildrar de verkliga personerna bakom den så kallade Mason-Dixon-linjen, gränsdragningen mellan Pennsylvania och Maryland som kom att få betydelse som skiljelinjen mellan slavstater och fria stater i USA. Romanen innehåller också en mängd bihandlingar, utvikningar och sidospår där både verkliga och fiktiva historiska händelser skildras. Romanen, som lär ha påbörjats redan 1975, är dessutom skriven som en pastisch på 1700-talets prosa. 
2006 utkom den över tusensidiga romanen Mot dagen (Against the Day) som med ett i likhet med tidigare romaner myllrande persongalleri utspelar sig under åren 1893–1923 på så vitt skilda platser som Nordamerika, Europa, Centralasien och Sibirien. Den följdes 2009 av Inneboende brist (Inherent Vice) som anknyter till noirdeckaren. 2013 utkom romanen Bleeding Edge.

## Berättarstil och teman
Pynchon beskrivs som en postmodernistisk författare med en encyklopedisk spännvidd där historisk och samtida verklighet blandas med satir och lekfull fantasi. Bland litterära föregångare nämns Jonathan Swift, Herman Melville, Voltaire, Lawrence Sterne, Nathanael West, John Dos Passos och James Joyce.
Pynchon har beskrivits som en författare som skriver komplexa verk präglade av bisarra intriger, skimrande språk, anarkistisk humor, djupa insikter om människans belägenhet och ett extraordinärt grepp om historiens verkningar. Vetenskap och referenser till populärkultur förekommer ofta i hans romaner. Han skildrar en värld i motsättningen mellan ordning och kaos, och ett sökande efter sammanhang och mening i denna tillvaro har sagts vara ett centralt tema i hans författarskap.
Hans författarskap har ibland tolkats som ett utforskande av Amerika präglat av motsättningen mellan frihet och tvingande inskränkthet. Paranoia och konspirationer med globalt omspännande storföretag, myndighetsövervakning och skiftande former av informationsteknologi är ett återkommande tema i hans romaner. Genomgående för hans romankaraktärer är att de drivs av en vilja att förstå de sammanhang de ingår i och deras oförmåga att nå fram till en sådan förståelse.
I det utförliga förordet till sina ungdomsnoveller Slow Learner ger Pynchon en del inblickar i sin tankevärld och tidiga författarskap. Han skriver bland annat att beatlitteraturen, och i synnerhet Jack Kerouac, hade stor betydelse för honom. Han nämner även T.S. Eliot, Saul Bellow, Norman Mailer, Philip Roth, John Buchan och surrealism.

## Mottagande
Pynchon anses vara en av USA:s främsta författare. Kritikern Harold Bloom har utnämnt honom till en av de fyra stora samtida amerikanska romanförfattarna jämte Philip Roth, Cormac McCarthy och Don DeLillo. Gravitationens regnbåge anses vara en modern klassiker som har jämförts med Herman Melvilles Moby Dick och James Joyces Odysseus. Mason & Dixon har utnämnts till en av de stora amerikanska romanerna.. Pynchon har influerat författare som David Foster Wallace, David Mitchell, Salman Rushdie och Neal Stephenson.

## Publicitet
Pynchon har under sin författarkarriär undvikit nästan all personlig publicitet. Han ger inga intervjuer, har aldrig framträtt offentligt och de enda kända foton av honom är från 1950-talet.
Mycket av publiciteten kring hans person har gällt just hans frånvaro från offentligheten och givit upphov till många spekulationer och rykten.
1984 publicerade Pynchon ett förord till novellsamlingen Slow Learner där han ger en del biografiska upplysningar om sin ungdomstid.
1997 fångades Pynchon på film i New York av CNN, men efter protester från Pynchon valde de att visa sekvensen i en tre minuter lång scen med gatubilder utan att han identifierades. I kontakten med CNN sade Pynchon: "Låt mig vara otvetydig. Jag föredrar att inte bli fotograferad" och "Min övertygelse är att recluse ("eremit") är ett kodord skapat av journalister... betydande, 'gillar inte att prata med reportrar'". Samma år publicerades ett foto i brittiska The Times som sades vara Pynchon när han promenerar i New York med sin son.
År 2004 gästspelade Pynchon i två avsnitt av TV-serien Simpsons och tecknades då med en påse över huvudet. Han bidrog även med några ändringar och tillägg till manuskriptet.
År 2009 läste Pynchon in ett avsnitt ur sin roman Inherent Vice till en promotionsvideo för romanen.
Han sägs ha gjort en cameoroll i filmatiseringen av Inherent Vice från 2014, men detta har inte bekräftats.

## Övrigt
Pynchon har då och då publicerat artiklar i New York Times. Bland annat en essä om lättja, en av de sju dödssynderna (The Deadly Sins/Sloth: Nearer My Couch to Thee, 1993) och en recension av Gabriel García Marquez roman Kärlek i kolerans tid 1988. Han har skrivit förord till George Orwells roman 1984 och sin vän Richard Fariñas roman Been Down So Long It Looks Like Up to Me från 1966. Han har även skrivit  medföljande kommentarer till musikalbum av Spike Jones (Spiked! The Music of Spike Jones, 1994)  och det amerikanska rockbandet Lotion (Nobody's Cool, 1996).
År 2006 försvarade Pynchon den brittiske författaren Ian McEwan mot anklagelser för plagiat med ett brev som publicerades i Daily Telegraph.
År 2013 fick Pynchon en asteroid uppkallad efter sig.